# 耶律善补
耶律善补（?—?），字瑶昇。辽国（契丹）政治人物、軍人。皇族孟父房楚国王之后。
辽景宗即位，保宁初年，授千牛卫大将军。他为人性格懦弱，害怕作战，不善军务。凡战事，皆采守势，故战事多不利。乾亨元年（979年）转任大同军节度使，领本路兵马援助北汉。乾亨四年（982年），随辽景宗攻打北宋，满城之战，为宋朝伏兵所围，被枢密使耶律斜轸所救。统和二年（984年）为惕隐。统和四年（986年），雍熙北伐，宋军大举攻辽，他以都元帅率人马拒战，但是不敢迎战，所以作战不力，连失岭西州郡，罢惕隐职。统和六年（988年），再次起用为南府宰相，转任南院大王。再举伐宋，将士欲攻魏城，被制止。年七十四岁卒。

## 延伸阅读
[在维基数据编辑]
 《遼史·卷84》，出自脱脱《遼史》